# Ctenochiton viridis
Ctenochiton viridis är en insektsart som beskrevs av William Miles Maskell 1879. Ctenochiton viridis ingår i släktet Ctenochiton och familjen skålsköldlöss. Inga underarter finns listade i Catalogue of Life.